# 川和富士
座標: 北緯35度31分58.6秒 東経139度33分26.3秒 / 北緯35.532944度 東経139.557306度

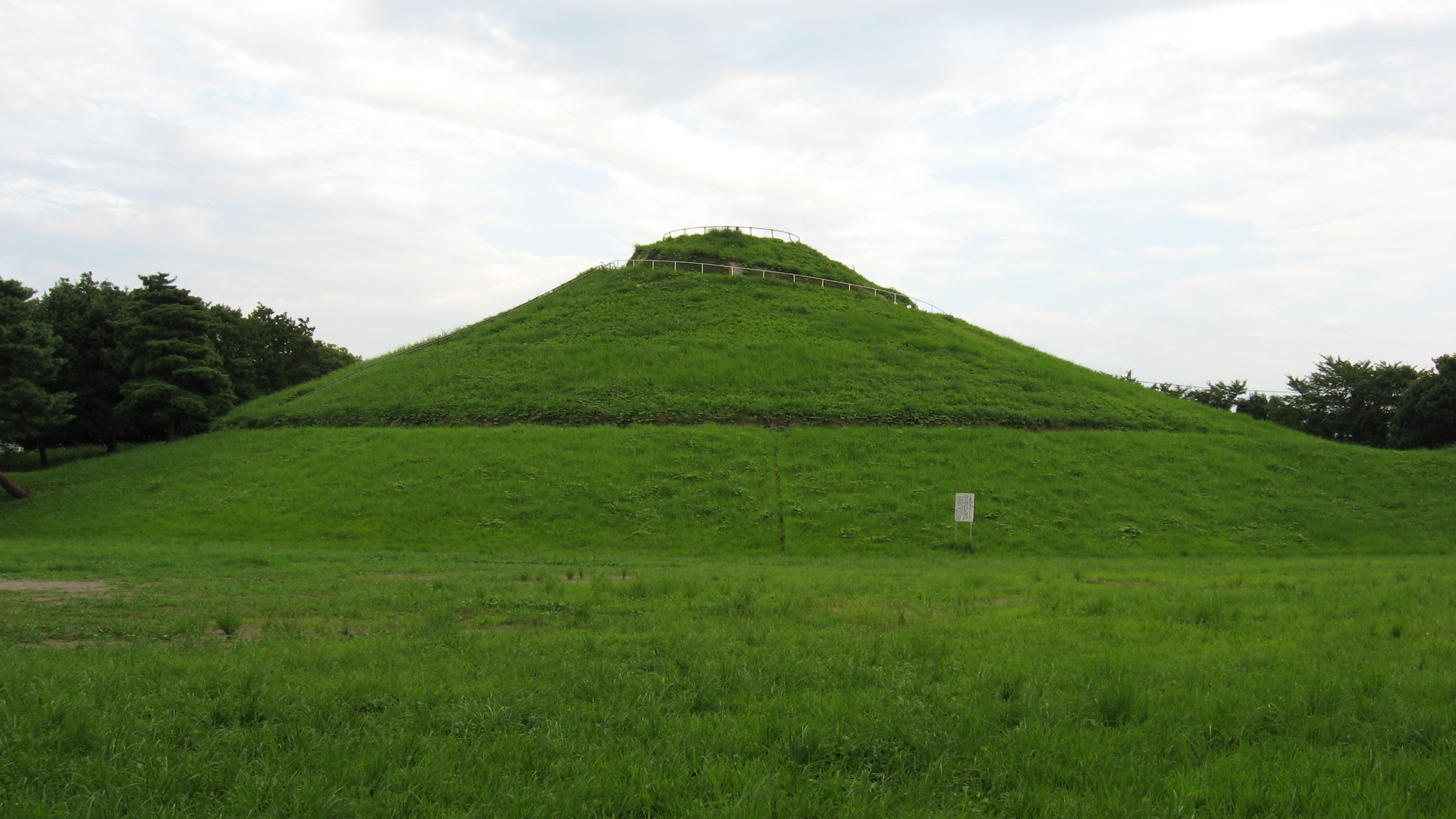
本来の所在地から約200メートル南東の川和富士公園に新築された川和富士。

川和富士（かわわふじ、川和富士塚）は、かつて港北ニュータウン遺跡群の1つとして神奈川県横浜市都筑区富士見が丘18付近（かつては川和町2037・2038番地）の川和富士塚遺跡に存在した幕末-明治時代の富士塚である。現在、川和富士公園（都筑区富士見が丘20）にある川和富士は、本来の位置から約200メートル南東に新築された郷土富士である。

## 概要
富士塚とは、富士山を信仰の対象とする富士講団体（富士信仰）によって、主に江戸時代に各地で造られたミニチュア版の富士山であり、その築造は関東地方で隆盛した。横浜市内でもいたるところにあり、都筑区では山田富士や茅ヶ崎富士、池辺（いこのべ）富士など、7つの富士塚があり、「都筑の7富士」と言われた。
川和富士は、幕末期の1860年（万延元年）に富士講によって築造が始められ、川和町の岩沢家には「万延元年四月日 富士塚築造控え」という古文書が伝来する。完成したのは明治時代に入ってからの1891年（明治24年）である。なお、1923年（大正12年）に関東大震災で上部が山体崩壊し、再建された事がある。
1970年（昭和45年）に開始された港北ニュータウンの大開発に伴って、川和の地域にも大規模造成工事の波が押し寄せ、川和富士も破壊されることになったため、1977年（昭和52年）～1978年（昭和53年）に横浜市埋蔵文化財調査委員会・港北ニュータウン埋蔵文化財調査団による発掘調査が実施された（川和富士塚遺跡）。
調査資料によると、本富士塚は、山裾部の直径29メートル、山頂部の直径10メートル、高さ5.2メートルであり、塚に伴っていた1891年（明治24年）建立の石碑には、
とあった。本富士塚のほか当遺跡からは縄文時代中期の竪穴建物1軒や、縄文早期から中期の縄文土器なども発掘された。
原位置の川和富士は、発掘調査後に破壊されてしまったが、200メートル南東の川和富士公園に移築・新造された。ただし現在公園にある川和富士は、地上高15メートルあるとされ（標高値では74メートル）、本来の川和富士よりはるかに巨大なものになっている。また川和富士公園は、ニュータウン造成以前は縄文時代と平安時代の小集落である猫谷戸台遺跡が所在した場所であり、川和富士塚遺跡とは本来全く関係のない地点である。